# ARMv8

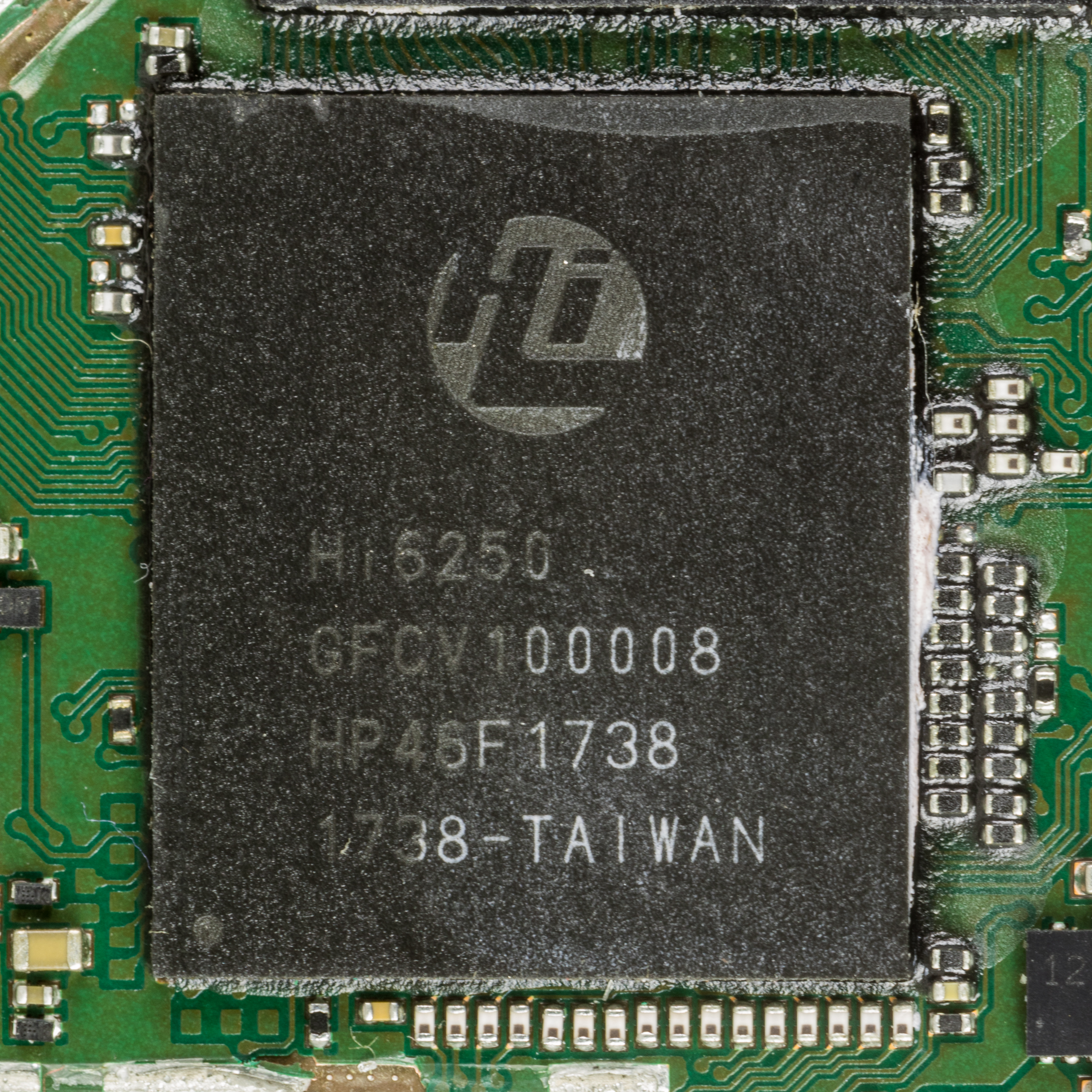
HiSilicon Hi6250

ARMv8 (aussi appelée AArch64 ou ARM64) est une architecture de processeur développée par la société ARM. C'est la première architecture ARM 64 bits.
La première implémentation a été la série Cortex-A50, composée du Cortex-A53 et du Cortex-A57 pouvant fonctionner en mode big.LITTLE, le A53 étant le LITTLE et le A57 le big.
Le modèle suivant est le Cortex-A72 qui peut fonctionner avec le Cortex-A53 en mode big.LITTLE, jouant le rôle du big.
Parmi les System-on-Chip implémentant cette architecture, déjà présents sur le marché, on peut citer le X-Gene FPGA d'Applied Micro (en), sorti en avril 2012, l'Apple A7, sorti en octobre 2013 et le SoC Juno d'ARM, sorti à l'été 2014, dont le but n'est pas la mise en production mais l'aide au développement de la nouvelle architecture.
À partir de 2014, les sociétés Allwinner, MediaTek, Samsung Electronics ont sorti des processeurs utilisant cette architecture.
En 2015, Rockchip annonce ses premiers modèles de processeurs ARMv8. Phytium Technology annonce le Phytium Mars, processeur 64 cœurs à destination des supercalculateurs.
En mai 2016, ARM annonce la sortie du Cortex-A73 à destination de la réalité virtuelle, il présente une augmentation de 30 % de puissance de calcul et de performance énergétique par rapport au Cortex-A72, doit être gravé en 10 nm en collaboration avec TSMC et couplé au processeur graphique Mali-G71 pour accomplir cette tâche.